# Svensk Sjöfart
Svensk Sjöfart, bildades 1906 som en bransch- och arbetsgivarorganisation med namnet Sveriges Redareförening. Den bytte namn till Svensk Sjöfart 2015

## Historia
Föreningen bildades 1906 som en bransch- och arbetsgivarorganisation och från 1917 fanns kontoret på Kungsportsavenyen 1 i Göteborg. 
Sedan 2001 hanteras arbetsgivarfrågorna inklusive avtalsfrågor av Sjöfartens Arbetsgivareförbund, SARF. Föreningen Svensk Sjöfart är därmed en renodlad branschorganisation som representerar rederier med verksamhet över hela världen.

## Verksamhet
Föreningen är den branschorganisation som representerar svensk sjöfartsnärings intressen samt representerar svenska rederier med verksamhet över hela världen. Föreningen äger den fristående branschtidningen Sjöfartstidningen. Föreningen är ansluten till Svenskt Näringsliv.
Uppdraget är att öka kunskapen om den svenska sjöfarten och driva branschens frågor såväl nationellt som internationellt. Föreningens viktigaste fokusområden är miljö och klimat, sjösäkerhet och teknik, forskning och innovation, konkurrenskraft för ökad tillväxt samt kompetensförsörjning.
| ”                | Framgångsrik svensk sjöfart – för en hållbar värld. | „ |
| – Svensk Sjöfart |                                                     |   |

## Chefer

### Styrelseordförande
- Anders Oskar Wilson, 1906-1912
- W R Lundgren, 1912-1914
- Justus A Waller, 1914-1920
- Dan Broström, 1920-1925
- Gunnar Carlsson, 1925-1948
- Karl Rudolf Bökman, 1948-1951
- Emanuel Högberg, 1951-1957
- Stig Gorthon, 1957-1961
- Sven Salén 1961 - 1962
- Per G. Carlsson, 1962-1966
- Axel Ax:son Johnson, 1966-1970
- Kristian von Sydow, 1970–1974
- Sture Ödner 1974 - 1977
- Sven H. Salén 1977 - 1981
- Paul Pålsson, 1981-1982
- Arne Koch, 1982-1985
- Rune Smedman, 1985-1990
- Jan Källsson, 1990-1993
- Buster Hultman, 1993-1996
- Christer Olsson, 1996-1998
- Folke Patriksson 1999-2001
- Lennart Simonsson 2002-2004
- Dan Sten Olsson 2005-2007 [3]
- Lars Höglund, 2008-2011 [4]
- Anders Boman, 2012-2015 [4]
- Ragnar Johansson, 2016-2018 [5]
- Håkan Johansson, 2019-2022 [6]
- Claes Berglund, 2022-

### Hedersordförande
- Dan Sten Olsson, 2017- [7]

### Verkställande direktörer
- Erik Indebetou, 1906-1914
- Oskar Anshelm Nordborg, 1914-1941
- Heribert Reuterskiöld, 1941-1961
- Nils Grenander, 1961-1980
- Gunnar Högberg, 1980-1989
- Erik Nordström, 1990-1995
- Håkan Gezelius,  1995-2000
- Håkan Friberg, 2000-2012
- Christer Schoug, 2012-2014
- Pia Berglund, 2014-2017
- Rikard Engström, 2017-2021
- Anders Hermanson, 2022-